# Llamada perdida

Un icono de llamada perdida

Llamada perdida es la terminación deliberada de una llamada telefónica por parte del llamador antes de que el receptor de la misma pueda atender.
Las llamadas perdidas pueden ser usadas para notificar la presencia del llamador o para obtener el número de teléfono de una persona. Pueden ser usadas por alguien que tenga poco saldo o simplemente quiera ahorrar dinero puesto que al no descolgar el receptor, no se establece comunicación por lo que la operación no tiene coste alguno según las tarifas aplicadas por la mayoría de los operadores de telefonía móvil. El número del llamador suele aparecer en la pantalla del teléfono receptor o bien en la lista de llamadas perdidas del teléfono. Así pues, este último puede decidir devolverle la llamada.
Este fenómeno es común en países en desarrollo, especialmente La India, Pakistán, Filipinas y muchas zonas de África, donde el uso de teléfono móvil está en aumento, pero es difícil para la gente hacer frente a los costes de llamar habitualmente. Las llamadas perdidas sirven también como un medio barato de comunicación para aquellos que no pueden mantener un saldo alto como adolescentes y gente con bajos ingresos. El grupo de telecomunicaciones Cellular Operators Association of India (COAI) promovió un estudio para entender las implicaciones económicas del fenómeno en La India., llegando a la conclusión de que provocaba unas pérdidas de ingresos de un 20-25%.
Al menos una compañía en Bengaluru está usando esta "herramienta" para hacer negocio.